# Сварнакумари Деви
Сварнакумари Деви или Сварна Кумари Деви (бенг. স্বর্ণকুমারী দেবী, англ. Swarnakumari Devi; 28 августа 1855, Калькутта, Бенгалия, Британская Индия — 3 июля 1932, Калькутта, Бенгалия, Британская Индия) — индийская писательница, поэтесса, драматург, музыкант, композитор, редактор и социальный работник.
Первая среди женщин-писательниц в Бенгалии получила широкую известность.

## Биография
Представительница семьи Тагоров. Дочь Дебендранатха Тагора, одного из основателей религиозного общества Брахмо-самадж. Сестра писателя Рабиндраната Тагора, лауреата Нобелевской премии по литературе (1913). Род Тагоров был очень древним и среди его предков были основатели религии Ади Дхарм. Отец, будучи брахманом, часто совершал паломничества к святым местам Индии.
Получила традиционное домашнее образование. В 12-летнем возрасте была выдана замуж. Окончила женский колледж Bethune College в Калькутте.
Её муж Джакинатх Госал был одним из соучредителей Индийского национального конгресса. Поскольку её муж был секретарём Индийского национального конгресса, она также активно занималась политикой. В 1889 и 1890 годах служила в офисе Национального конгресса. Была первой женщиной, публично участвовавшей в сессиях Индийского национального конгресса, и одной из первых двух членов, избранных от Бенгалии, представляющих её на сессиях.
Была редактором журналов «Бхарати» (семейный журнал) и «Болака» (Журавель, детский журнал).
В 1896 году основала Sakhi Samiti (Общество друзей), целью которого было оказание помощи сиротам, вдовам и нуждающимся женщинам.

## Творчество
Проявляла литературный талант с ранних лет. Дебютировала в 1876 году с романом «Deepnirban».
Автор ряда романов, пьес, стихов и научных очерков. Ей принадлежит 25 книг на бенгальском языке. Участвовала в развитии научной терминологии на бенгальском языке.
В 1879 году написала, возможно, первую оперу, написанную на бенгальском языке «Basanta Utsav».

## Избранные произведения
Романы
- Dipnirban (The Snuffing Out of the Light), 1876
- Mibar Raj, 1877
- Chinna Mukul (A Picked Flower), 1879
- Malati, 1881
- Hughlir Imam Badi 1887
- Bidroha (Revolt), 1890
- Snehalata ba Palita (The Uprooted Vine), 1892
- Phulermala (The fatal Garland), 1894
- Kahake (To Whom?; The Unfinished Song), 1898
- Bichitra, 1920
- Swapnabani, 1921
- Milanrati, 1925
- Phuler Mala

Пьесы
- Koney Badal (Evening Dust Clouds / Time for Seeing the Bride), 1906
- Pak Chakra (Wheel of Fortune), 1911
- Rajkanya
- Divyakamal

Опера
Basanta Utsav (Spring Festival), 1879
Стихи
- Gatha
- Basanta Utsab
- Gitiguchha

Эссе
- Prithibi

В 1927 году Калькуттский университет наградил её золотой медалью Джагаттарини (Jagattarini gold medal), а в 1929 году она стала президентом литературного общества Vangiya Sahitya Sammelan.